# ژئان لو روآ
ژئان لو روآ (فرانسوی: Jéhan Le Roy‎؛ ۱۹۲۳ – ۱۹۹۲) سوارکار اهل فرانسه بود.
وی در مسابقات کشوری و بین‌المللی در مجموع برندهٔ ۲ مدال برنز شده‌است.